# De Dokwerker

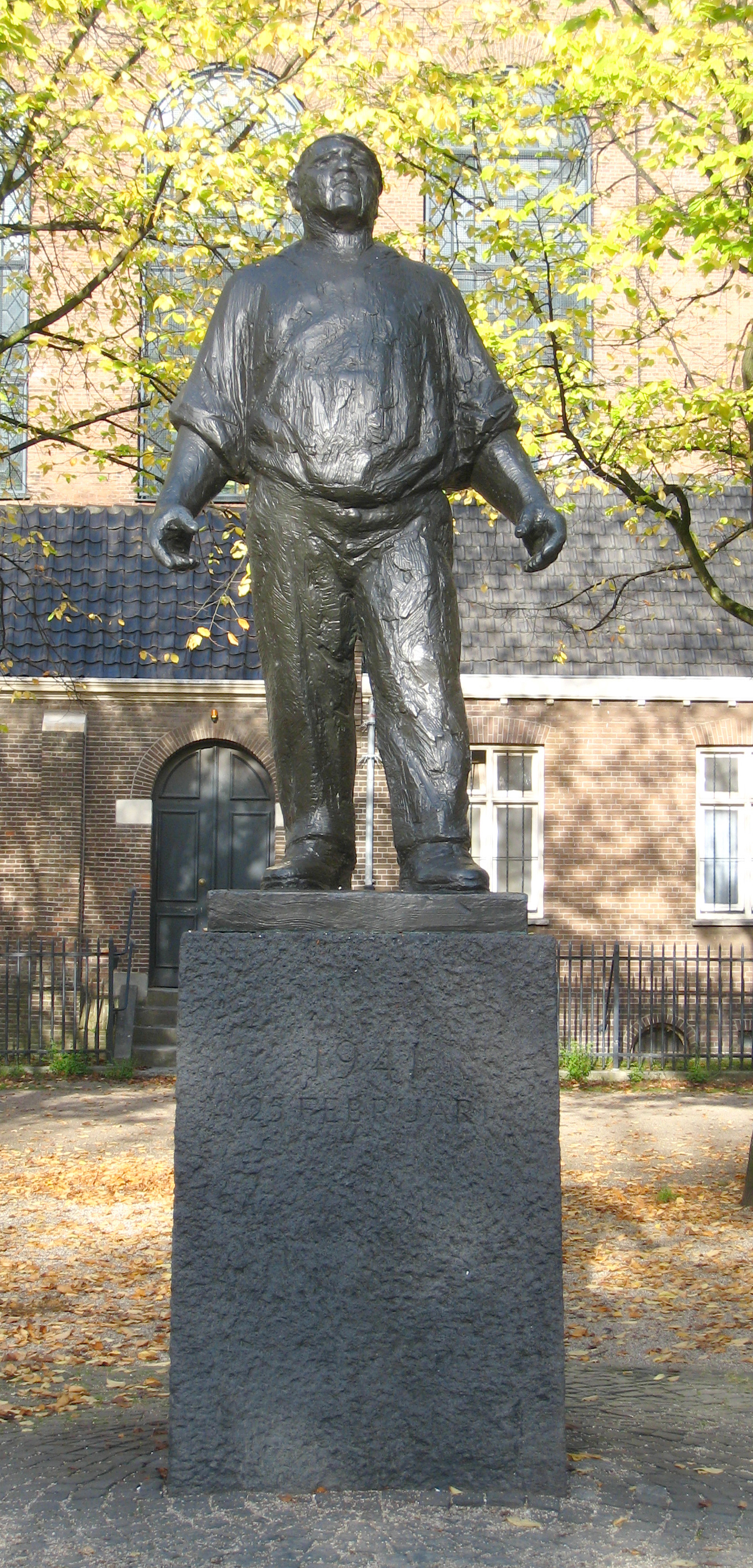
De Dokwerker

De Dokwerker ist eine Statue und ein Denkmal am Jonas Daniël Meijerplein in Amsterdam und soll an den Februarstreik 1941 erinnern.
Die Skulptur wurde durch den Amsterdamer Stadtrat in Auftrag gegeben und vom Bildhauer Mari Andriessen erstellt. William Termetz, ein Zimmermann, der Andriessen von vor dem Krieg kannte, stand ihm 1951 Modell. Möglicherweise waren der Künstler und er gemeinsam im Widerstand. Die schwere Figur Termetz’ hatte die Ausstrahlung, die Mari Andriessen suchte. William Termetz war aufgrund der Absicht des Denkmals (der Erinnerung an den Februarstreik) nur schwer zum Modellstehen zu bewegen. Der Schriftsteller Godfried Bomans überredete ihn schließlich. Die endgültige Version wurde nach mehreren Gipsmodell-Entwürfen bis Mitte 1951 fertiggestellt. Ein Jahr später wurde die Skulptur des Dockarbeiters in einer Pariser Gießerei gegossen.
Königin Juliana weihte das Denkmal im Dezember 1952 ein, seitdem ist das Bildnis der zentrale Ort der jährlich am 25. Februar stattfindenden Gedenkfeiern für den Februarstreik. Bei der Gedenkfeier des Jahres 1962 durfte sogar eine Gruppe von Partei-Funktionären und Arbeitern aus dem Automobilwerk Eisenach als Abordnung der DDR an der Veranstaltung teilnehmen. Das Denkmal war auch mehrmals Start- oder Endpunkt von Demonstrationen gegen Rassismus.
Der Dockarbeiter stand nicht immer am heutigen Platz. Zu Beginn streckte er seine Hände Richtung Waterlooplein. 1970 wurde er wegen Arbeiten an der U-Bahn und der Stopera in Richtung der Synagoge umgestellt.